# La fine (Måneskin)
La fine è un singolo del gruppo musicale italiano Måneskin, pubblicato il 16 dicembre 2022 come quarto estratto dal loro terzo album in studio Rush!.

## Descrizione
Il brano è uno dei pochi dell'album ad essere interamente cantato in italiano ed è caratterizzato da sonorità prevalentemente pop rock. Alla scrittura e composizione il gruppo ha collaborato con il produttore Fabrizio Ferraguzzo.

## Accoglienza
Fabio Fiume di All Music Italia ha assegnato al singolo un punteggio di 6 su 10, trovando che sebbene nell'insieme funzioni, l'inciso risulta «debole» poiché «viaggia spedito, quasi come un rap in chiave chitarristica non concedendo nulla alla melodia», sottolineando che tuttavia la giustapposizione della batteria con il basso «funziona quasi ipnoticamente». Gabriele Fazio di Agenzia Giornalistica Italia ha definito La fine «amaro» nei contenuti, il cui testo è stato scritto in maniere «didascalica» e «senza nessunissimo giro di parole» sottolineando che, sebbene i sostenitori italiani del gruppo abbiano chiesto ulteriori brani nella lingua madre, «sinceramente questa esigenza non ci sfiora». Fazio inoltre riscontra che la canzone si imposti sul «solito riff di chitarra semplice e funzionale».
Il sito Fanpage.it ha affermato che dal punto di vista sonoro il brano riprende alcuni vecchi successi del gruppo, mentre il testo racconta gli ultimi anni vissuti tra successo e critiche: «una riflessione amara anche sulla fama e su come dall'esterno è vissuta la vita del cantante; [...] parla anche dei giudizi esterni e di come prima o poi coloro che li hanno espressi capiranno quanto sono sbagliati».

## Tracce
Testi e musiche di Damiano David, Victoria De Angelis, Thomas Raggi e Ethan Torchio.
1. La fine – 3:20